# Château de Rattey
Le château de Rattey (Schloß Rattey) est un château allemand du Mecklembourg situé à Rattey, village appartenant à la commune rurale de Schönbeck dans l'arrondissement du Plateau des lacs mecklembourgeois.

## Historique

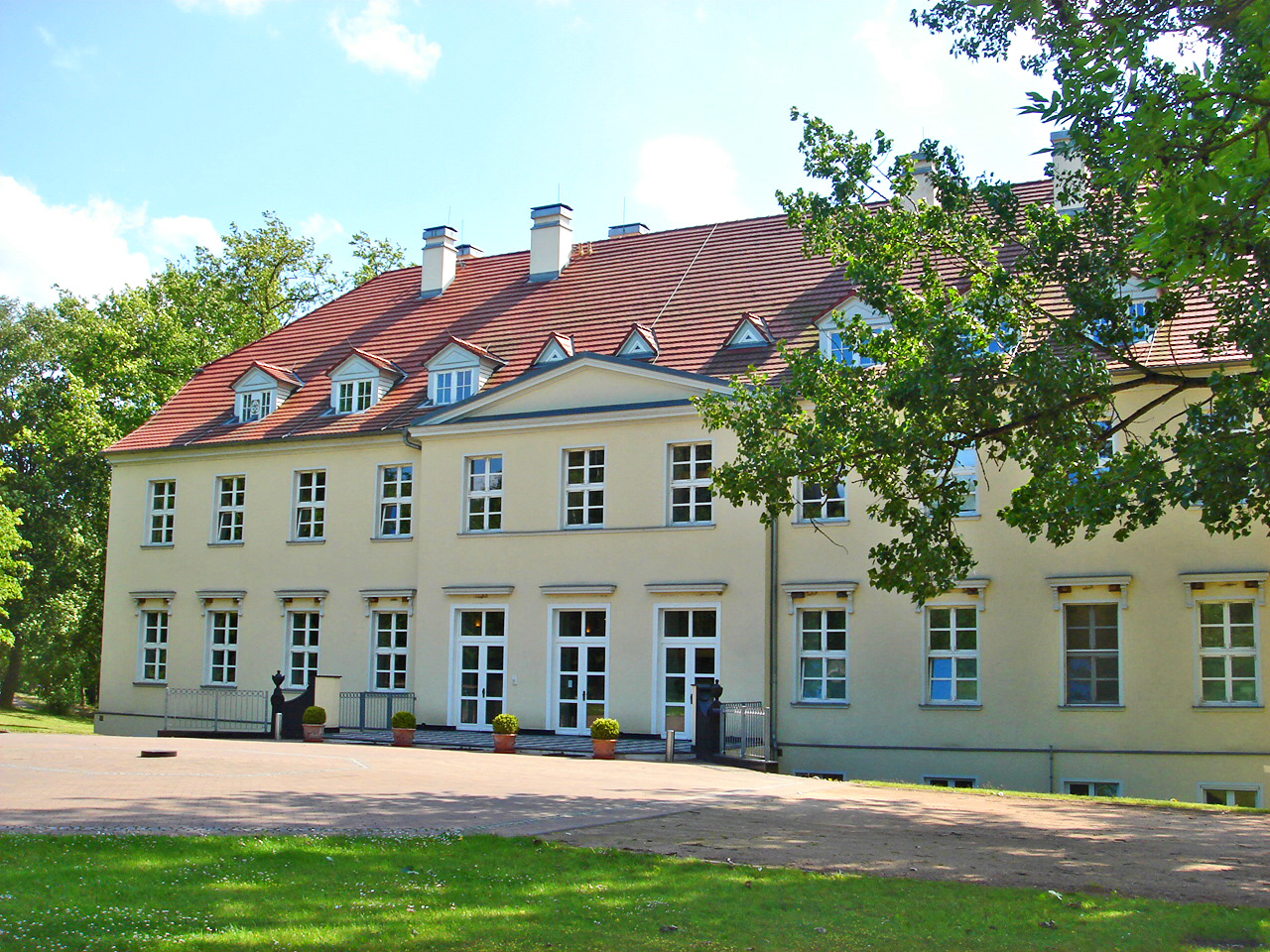
Façade d'honneur du château

Le domaine seigneurial de Rattay a été formé au XIVe siècle par la famille Manteuffel. Il est en possession au XVIIIe siècle de la famille von Oertzen. Hans-Christoph von Oertzen fait construire le château actuel en 1802-1806 en style néoclassique. Les bâtiments agricoles sont aussi reconstruits en 1832-1835. Plus tard, le château appartient à Hans-Ulrich von Oertzen qui fit partie des conjurés de l'attentat du 20 juillet 1944 contre Hitler.
Le château est vendu à la commune après l'attentat, puis accueille des centaines de réfugiés expulsés des provinces allemandes de l'Est données à la Pologne. Il devient ensuite le siège de la LPG locale (sovkhoze à l'allemande) avec cuisines communes et logements communautaires. 
Il a été privatisé quelques années après la réunification allemande et a ouvert en 1998 comme hôtel, le « Park hôtel Schloß Rattey », avec restaurants, sauna et salons à louer pour des réceptions, ainsi que des maisons de vacances à louer dans les anciens bâtiments agricoles.
Le château de Rattey est également connu pour son vignoble (Weinlage Eichenberg), c'est le domaine viticole le plus septentrional d'Allemagne.

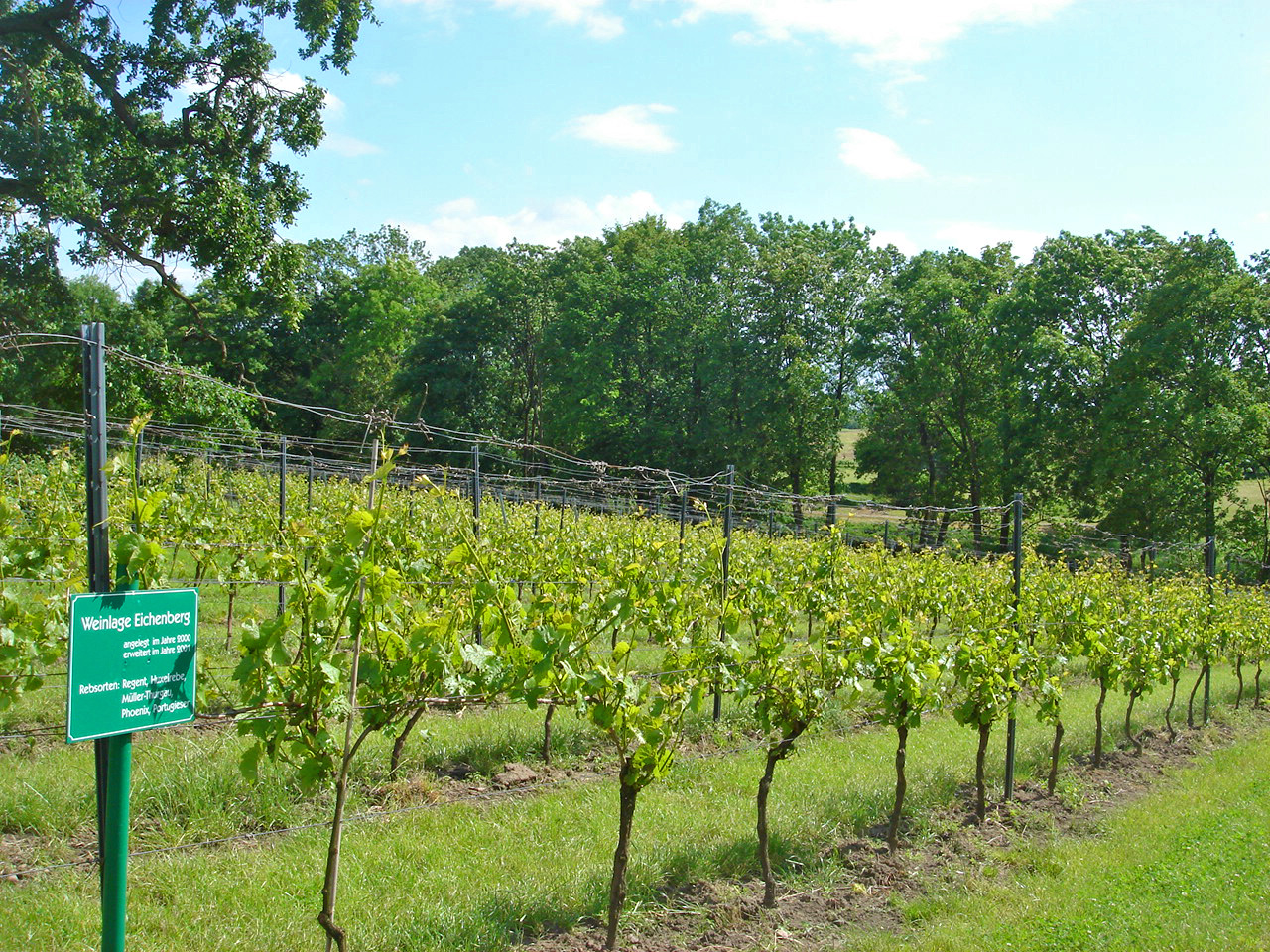
Vue du vignoble Eichenberg
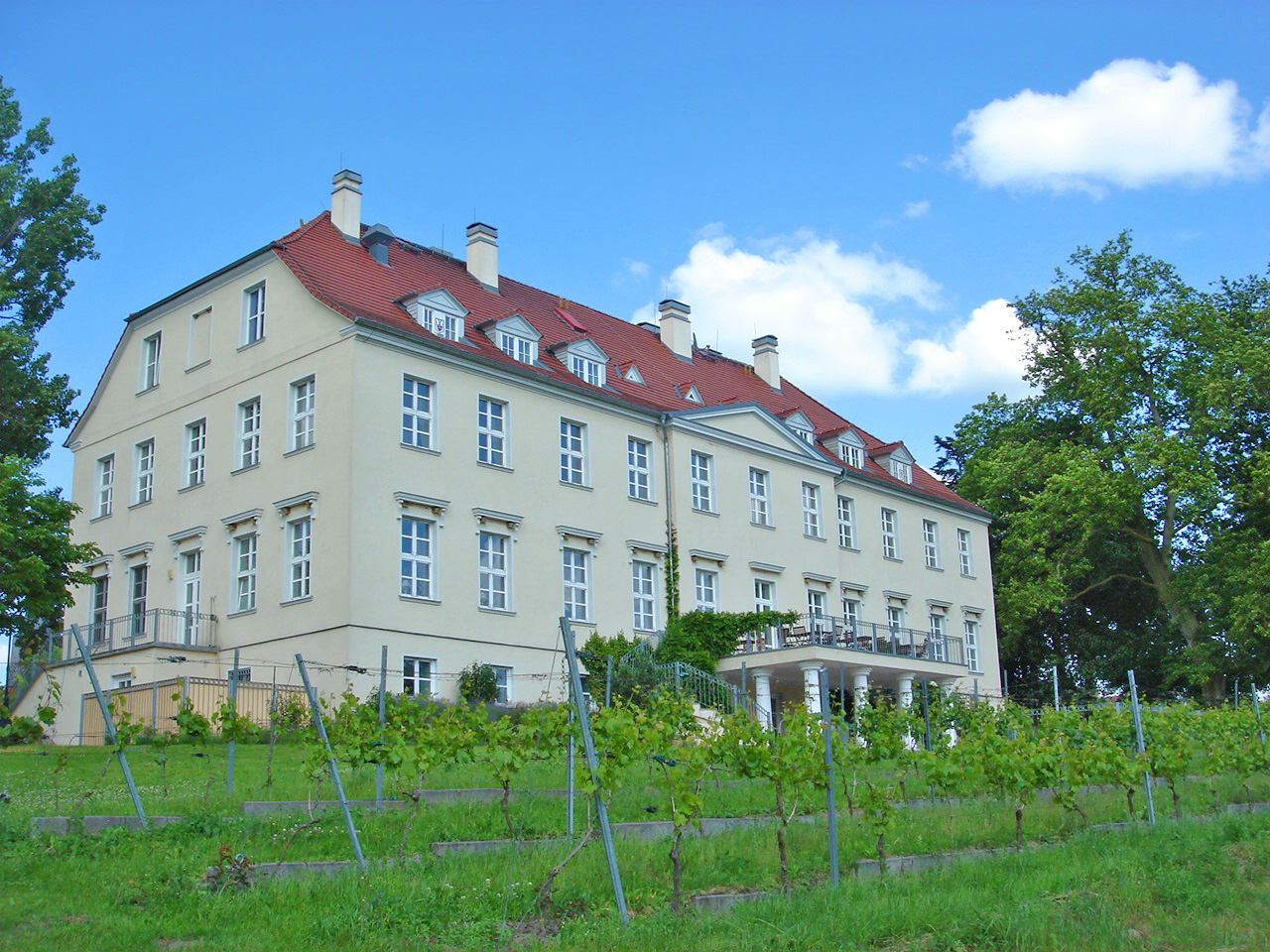
Façade donnant sur le vignoble
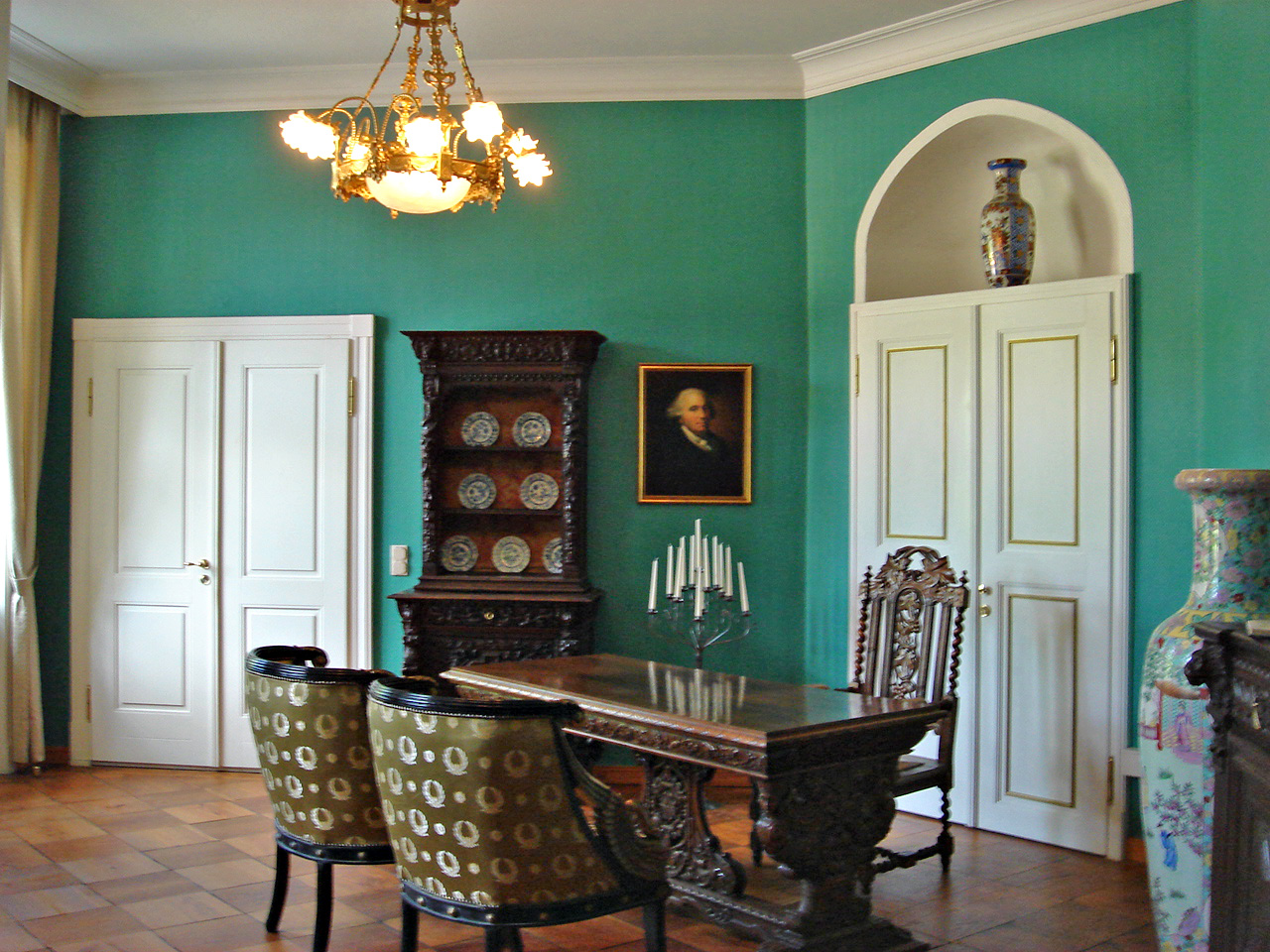
Un des petits salons du château
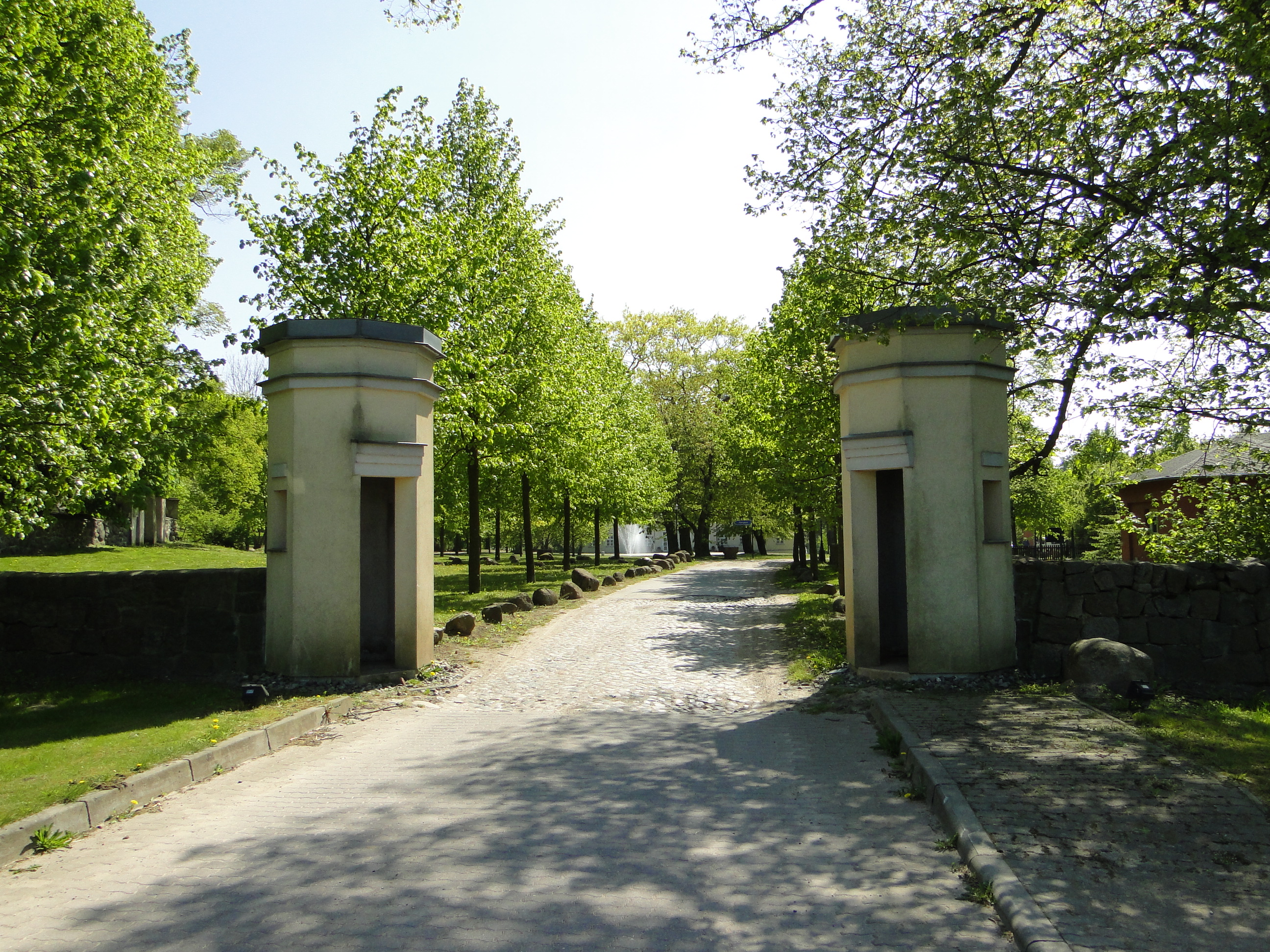
Entrée du château